# Ampelocissus tenuis
Ampelocissus tenuis är en vinväxtart som beskrevs av Merrill. Ampelocissus tenuis ingår i släktet Ampelocissus och familjen vinväxter. Inga underarter finns listade i Catalogue of Life.